# Уолнат (Калифорния)
Уо́лнат — город в округе Лос-Анджелес, штат Калифорния, США. Население по переписи 2010 года составило 29 172 человека. Мэром города в настоящее время является Том Кинг, бывший детектив Департамента полиции Лос-Анджелеса.
Название города Walnut (с англ. — «грецкий орех») происходит от испанского названия территории Rancho Los Nogales Mexican (с англ. — «ранчо мексиканских орехов») и является переводом испанского слова Nogales.
В списке «Лучшие малые города Америки» (America’s best small towns) 2009 и 2011 годов Уолнат занимал соответственно 70-е и 57-е места, что является лучшим показателем для штата Калифорния.